# 876年
| 千纪： | 1千纪                                                                                           |
| 世纪： | 8世纪 \| 9世纪 \| 10世纪                                                                        |
| 年代： | 840年代 \| 850年代 \| 860年代 \| 870年代 \| 880年代 \| 890年代 \| 900年代                       |
| 年份： | 871年 \| 872年 \| 873年 \| 874年 \| 875年 \| 876年 \| 877年 \| 878年 \| 879年 \| 880年 \| 881年 |
| 纪年： | 丙申年（猴年）；唐乾符三年；南詔建極十七年；日本貞觀十八年                                      |

## 大事记
- 盧龍節度使李茂勳，傳位於其子李可舉。
- 王仙芝陷汝州、郢州、蘄州，與黃巢分軍為二。
- 夷人楊端割據播州，形成世襲地方政權直到1600年。
- 日本陽成天皇即位，年九歲。
- 日耳曼國王路易三世卒，三子瓜分國土。

## 出生
- 卢文纪

## 逝世
- 曹确
- 李紘
- 李汭
- 李潤
- 忠良親王
- 日耳曼人路易